# Hapoel Akko
Hapoel Akko (Hebreeuws: מועדון כדורגל הפועל עכו, Moadon Kaduregel Hapoel Akko) is een Israëlische voetbalclub uit de stad Akko (ook wel Acre).
Na de onafhankelijkheid van Israël speelde de club in de lagere klassen tot de jaren 70. In 1973/74 miste de club net de promotie naar de hoogste klasse. Twee jaar later lukte het de club wel om te promoveren. In het eerste seizoen werd de club 11de op 16, het volgende seizoen eindigde echter catastrofaal met slechts twee gewonnen matchen en een degradatie. De club zou er nooit meer in slagen terug te keren naar de hoogste klasse.
In 2000 speelde de club in de derde klasse en kon vier jaar later terug promoveren naar de tweede klasse. In 2009 promoveerde de club weer naar de hoogste klasse. In 2016 degradeerde de club maar slaagde erin een jaar later terug te keren op het hoogste niveau. Dit was echter van korte duur en sinds 2018 speelt de club weer in de Liga Leumit. 

## Eindklasseringen vanaf 2000
| Seizoen | Competitie    | Niveau | Eindstand | Beker       | Opmerking                                            |
| ------- | ------------- | ------ | --------- | ----------- | ---------------------------------------------------- |
| 1999/00 | Ligat Hartzit | III    | 8         | 7e ronde    |                                                      |
| 2000/01 | Ligat Hartzit | III    | 9         | 7e ronde    |                                                      |
| 2001/02 | Ligat Hartzit | III    | 6         | 8e finale   |                                                      |
| 2002/03 | Ligat Hartzit | III    | 4         | 8e ronde    |                                                      |
| 2003/04 | Ligat Hartzit | III    | 2         | 8e finale   |                                                      |
| 2004/05 | Liga Leumit   | II     | 3         | 9e ronde    |                                                      |
| 2005/06 | Liga Leumit   | II     | 7         | kwartfinale |                                                      |
| 2006/07 | Liga Leumit   | II     | 5         | 8e finale   |                                                      |
| 2007/08 | Liga Leumit   | II     | 10        | 8e ronde    |                                                      |
| 2008/09 | Liga Leumit   | II     | 2         | 8e finale   |                                                      |
| 2009/10 | Ligat Ha'Al   | I      | 12        | 8e ronde    |                                                      |
| 2010/11 | Ligat Ha'Al   | I      | 8         | 8e ronde    |                                                      |
| 2011/12 | Ligat Ha'Al   | I      | 10        | 8e ronde    |                                                      |
| 2012/13 | Ligat Ha'Al   | I      | 11        | 8e ronde    |                                                      |
| 2013/14 | Ligat Ha'Al   | I      | 10        | 8e ronde    |                                                      |
| 2014/15 | Ligat Ha'Al   | I      | 11        | 8e ronde    |                                                      |
| 2015/16 | Ligat Ha'Al   | I      | 13        | 8e ronde    |                                                      |
| 2016/17 | Liga Leumit   | II     | 2         | 8e ronde    |                                                      |
| 2017/18 | Ligat Ha'Al   | I      | 14        | 8e finale   |                                                      |
| 2018/19 | Liga Leumit   | II     | 14        | 8e finale   | pd-wedstrijden > Maccabi Herzliya: 4-3 (T) / 3-1 (U) |
| 2019/20 | Liga Leumit   | II     | 12        | 7e ronde    |                                                      |
| 2020/21 | Liga Leumit   | II     | 13        | 8e ronde    |                                                      |
| 2021/22 | Liga Leumit   | II     | 11        | 8e ronde    |                                                      |
| 2022/23 | Liga Leumit   | II     | 5         | 8e ronde    |                                                      |
| 2023/24 | Liga Leumit   | II     | 9         | 7e ronde    |                                                      |
| 2024/25 | Liga Leumit   | II     | 9         | 8e finale   |                                                      |
| 2025/26 | Liga Leumit   | II     | .         |             |                                                      |

## Bekende (ex-)spelers
- Dudu Biton
- Fejsal Mulić
- Ben Reichert
- Stefan Šćepović
- Dylan Seys

Bnei Jehoeda Tel Aviv ·
Hapoel Akko ·
Hapoel Hadera ·
Hapoel Kefar Saba · 
Hapoel Kefar Shalem ·
Hapoel Nof HaGalil ·
Hapoel Ra'anana ·
Hapoel Ramat Gan ·
Hapoel Ironi Nir Ramat HaSharon ·
Hapoel Rishon LeZion ·
Ironi Modi'in ·
Kafr Quasim ·
Kiryat Yam ·
Maccabi Herzliya ·
Maccabi Kabileo Jaffa ·
Maccabi Petach Tikwa ·